# Roy Romain
Royston Isaac Romain, soprannominato Roy (Londra, 27 luglio 1918 – Ashford, 19 dicembre 2010) è stato un nuotatore britannico.

## Carriera
Fortemente specializzato nella rana, vinse il titolo continentale sui 200 metri ai campionati europei di Montecarlo 1947.

## Palmarès
- Europei

Montecarlo 1947: oro nei 200m rana.
- Giochi del Commonwealth

Auckland 1950: oro nella 3x100y misti e argento nelle 220y rana.